# Luke Kipkosgei
Luke Kipkosgei (* 27. November 1975 in Iten) ist ein ehemaliger kenianischer Leichtathlet, der sich auf den Langstreckenlauf spezialisiert hat. Seinen größten Erfolg feierte er mit dem Gewinn der Bronzemedaille über 3000 Meter bei den Hallenweltmeisterschaften 2003 in Birmingham. Zudem siegte 1998 über 5000 Meter bei den Goodwill Games.

## Sportliche Laufbahn
Erste Erfahrungen bei internationalen Meisterschaften sammelte Luke Kipkosgei vermutlich im Jahr 1998, als er bei den Goodwill Games in New York City in 13:20,27 min die Goldmedaille im 5000-Meter-Lauf gewann. Anschließend wurde er beim IAAF Grand Prix Final in Moskau in 7:50,87 min Zweiter über 3000 Meter hinter dem Äthiopier Haile Gebrselassie. Im Jahr darauf belegte er beim Grand Prix Final in München in 7:41,80 min den sechsten Platz im 3000-Meter-Lauf und 2000 siegte er in 7:46,21 min beim Grand Prix Final in Doha. Im Jahr darauf gewann er bei den Goodwill Games in Brisbane in 15:26,61 min die Silbermedaille über 5000 Meter hinter seinem Landsmann Paul Bitok und drei Tage darauf wurde er beim Grand Prix Final in Melbourne in 7:54,39 min Dritter über 3000 Meter hinter Landsmann Bitok und Kenenisa Bekele aus Äthiopien. Bei den Crosslauf-Weltmeisterschaften 2002 in Dublin gewann er nach 12:18 min die Silbermedaille im Kurzrennen hinter dem Äthiopier Kenenisa Bekele und sicherte sich in der Teamwertung die Goldmedaille. Im Jahr darauf gewann er bei den Hallenweltmeisterschaften in Birmingham in 7:42,56 min die Bronzemedaille über 3000 Meter hinter dem Äthiopier Haile Gebrselassie und Alberto García aus Spanien. Im September belegte er beim IAAF World Athletics Final in Monaco in 7:44,94 min den siebten Platz. 2004 gelangte er beim World Athletics Final ebendort mit 7:55,63 min auf Rang zehn und anschließend bestritt er bis 2011 Wettkämpfe im Straßenlauf, vor allem in den Vereinigten Staaten.

## Persönliche Bestzeiten
- 1500 Meter: 3:35,48 min, 1. Juli 1998 in Bellinzona
- Meile: 3:56,97 min, 11. Juni 2003 in Victoria
- 2000 Meter: 4:52,82 min, 9. Juni 1998 in Bratislava
- 3000 Meter: 7:27,59 min, 8. August 1998 in Monaco
  - 3000 Meter (Halle): 7:38,77 min, 3. Februar 2002 in Stuttgart
  - 2 Meilen (Halle): 8:16,57 min, 21. Februar 2003 in Birmingham
- 5000 Meter: 12:56,50 min, 28. Juli 2000 in Oslo
- 10.000 Meter: 27:12,37 min, 4. Mai 2001 in Palo Alto